# 13147 Фоліа
13147 Фоліа (13147 Foglia) — астероїд головного поясу, відкритий 24 лютого 1995 року.
Тіссеранів параметр щодо Юпітера — 3,269.